# Ajalsheni (Abjasia)
Ajalsheni (en georgiano: ახალშენი) o Apra (en abjasio: Аҧра) es una aldea que pertenece a la parcialmente reconocida República de Abjasia, parte del distrito de Sujumi, aunque de iure pertenece al municipio de Sojumi de la República Autónoma de Abjasia de Georgia.

## Toponimia
Hasta el 5 de enero de 1944 se llamó Andreevka (en georgiano: ანდრეევკა) tras la deportación de los griegos a Kazajistán.

## Geografía
Ajalsheni se encuentra en el valle del río Gumista Occidental, a 22 km de Sujumi. La aldea se administra desde el pueblo de Guma.   

## Historia
Hasta 1879 en el lugar existía un asentamiento que quedó despoblado con el genocidio circasiano. En el despoblado se fundó un nuevo asentamiento de colonos griegos, que luego recibió el nombre de Andreevka, aparentemente en honor al nacimiento de Andrés Vladímirovich Románov, nieto de Alejandro II.Los armenios llegaron de los pueblos circundantes de Trebisonda en 1894.
Hasta la guerra de Abjasia, Ajalsheni y no Guma fue el centro administrativo local.

## Demografía
La evolución demográfica de Ajalsheni entre 1959 y 1989 fue la siguiente:
| 397                                                 | 288 |
| (Fuente: Population of Abkhazia since Soviet times) |     |

Antes de la guerra de Abjasia, la mayoría de la población local eran georgianos, con minorías de griegos y armenios.

## Economía
Los habitantes se dedican al cultivo de tabaco, maíz, té, fruticultura, cría de ganado y producción lechera. El pueblo tenía una escuela georgiana de ocho años y un centro médico.